# 311. domobranska pješačka pukovnija
311. domobranska pukovnija (Landwehr-Infanterie-Regiment Nr. 311) ustrojena je 15. svibnja 1916. u Novoj Gradiški od vojnika koji su oboljeli od trahoma. Nosila je naziv Nova Gradiška, prema gradu gdje joj je bio stožer.

## Ustroj
Pukovnija se sastojala od jedne bojne. Sastojala se od ljudi koji su imali problema s očima - od trahoma do onih uzrokovanih snijegom i snježnim sljepilom.

## Ratni put
Prilikom formiranja, dodijeljena je 56. gorskoj brigadi. Od 12. svibnja do 1. studenog 1917. bila je raspoređena u 11. armiju, rajon III, blizu Adamella. Od 15. lipnja do 30. kolovoza 1918. bila je pod Glavnim zapovjedništvom, da bi 15. listopada bila dodijeljena 1. topničkoj diviziji (KD).